# Kanton Isigny-le-Buat
Kanton Isigny-le-Buat (francouzsky Canton d'Isigny-le-Buat) je francouzský kanton v departementu Manche v regionu Normandie. Po reformě kantonů v roce 2014 je tvořen 35 obcemi, do té doby sestával pouze z města Isigny-le-Buat.

## Obce kantonu
- La Bazoge
- Bellefontaine
- Le Parc (část) [p 1]
- Brécey
- La Chaise-Baudouin
- La Chapelle-Urée
- Chasseguey
- Chérencé-le-Roussel
- Les Cresnays
- Cuves
- La Godefroy
- La Gohannière
- Le Grand-Celland
- Isigny-le-Buat
- Juvigny-le-Tertre
- Lingeard
- Les Loges-sur-Brécey
- Le Mesnil-Adelée
- Le Mesnil-Gilbert
- Le Mesnil-Rainfray
- Le Mesnil-Tôve
- Notre-Dame-de-Livoye
- Le Petit-Celland
- Reffuveille
- Saint-Brice
- Saint-Georges-de-Livoye
- Saint-Jean-du-Corail-des-Bois
- Saint-Laurent-de-Cuves
- Saint-Loup
- Saint-Martin-des-Champs
- Saint-Michel-de-Montjoie
- Saint-Nicolas-des-Bois
- Saint-Senier-sous-Avranches
- Tirepied
- Vernix